# William Alexander Graham
William Alexander Graham (Lincolnton, 5 settembre 1804 – Saratoga Springs, 11 agosto 1875) è stato un politico statunitense.

## Biografia
Fu il ventesimo segretario della marina statunitense durante la presidenza di Millard Fillmore (13º presidente). Nato vicino a Lincolnton, studiò all'università della Carolina del Nord.
Come membro del partito Whig divenne senatore degli Stati Uniti in rappresentanza della Carolina del nord, quando si dimise Robert Strange, carica ricoperta dal 25 novembre 1840. Successivamente fu anche il trentesimo governatore della Carolina del Nord.
Ebbe 4 figli:
- William Alexander Graham Junior  (1839–1923)
- Augustus Graham
- John Graham
- Susan (Graham) Clark